# Richard Reeves (auteur)
Pour les articles homonymes, voir Reeves.
Richard Furman Reeves, né le 28 novembre 1936 à New York et mort le 25 mars 2020 à Los Angeles, est un journaliste, écrivain et conférencier américain à l'USC Annenberg School for Communication and Journalism (en) de l'université du Sud de la Californie.

## Caméo
Richard Reeves joue son propre rôle dans le film Président d'un jour (1993).

## Ouvrages
- (en-US) A Ford, Not a Lincoln, Harcourt Brace, 1975  (ISBN 0-15-132302-X et 978-0-15-132302-9).
- (en-US) Old Faces of 1976, Harper and Row, 1976  (ISBN 0-06-013526-3 et 978-0-06-013526-3).
- (en-US) Convention, Harcourt Trade Publishers, 1977  (ISBN 0-15-122582-6 et 978-0-15-122582-8).
- (en-US) American Journey: Traveling with Tocqueville in Search of Democracy in America, Simon & Schuster, 1982  (ISBN 0-671-24746-8 et 978-0-671-24746-1).
- (en-US) Jet Lag: The Running Commentary of a Bicoastal Reporter, Andrews McMeel Publishing, LLC, 1982  (ISBN 0-8362-6207-7 et 978-0-8362-6207-0)
- (en-US) Passage to Peshawar: Pakistan: Between the Hindu Kush and the Arabian Sea, Simon & Schuster, 1983  (ISBN 0-671-60539-9 et 978-0-671-60539-1).
- (en-US) The Reagan Detour, Simon & Schuster, 1984  (ISBN 0-671-60702-2 et 978-0-671-60702-9).
- (en-US) President Kennedy: Profile of Power, Simon & Schuster, 1993  (ISBN 0-671-64879-9 et 978-0-671-64879-4).
- (en-US) Running in Place: How Bill Clinton Disappointed America, Andrews McMeel Publishing, LLC, 1996  (ISBN 0-8362-1091-3 et 978-0-8362-1091-0).
- (en-US) Family Travels -- Around the World in 30 (Or So) Days, Andrews McMeel Publishing, LLC, 1997  (ISBN 0-8362-5285-3 et 978-0-8362-5285-9).
- (en-US) Avec Shanto Iyengar, Do the Media Govern?, SAGE Publications, 1997  (ISBN 0-8039-5606-1 et 978-0-8039-5606-3).
- (en-US) What The People Know: Freedom and the Press, Harvard University Press, 1998  (ISBN 0-674-61622-7 et 978-0-674-61622-6).
- (en-US) President Nixon: Alone in the White House, Simon & Schuster, 2001  (ISBN 0-7432-2565-1 et 978-0-7432-2565-6).
- (en-US) President Reagan: The Triumph of Imagination, Simon & Schuster, 2005  (ISBN 0-7432-8230-2 et 978-0-7432-8230-7).
- (en-US) Infamy: The Shocking Story of the Japanese-American Internment in World War II, Henry Holt and Co., 2015  (ISBN 978-08050-9408-4).